# Sebastián Martínez (árbitro)
Sebastián Nicolás Martínez Beligoy (Bahía Blanca, 10 de enero de 1990) es un árbitro de fútbol argentino, que dirige en la máxima categoría de su país desde 2022. Desde 2025, es árbitro internacional representando a la Argentina. Es sobrino del ex árbitro Federico Beligoy.

## Carrera
Debutó en la máxima categoría del fútbol argentino en el partido entre Unión y Central Córdoba (SdE) por la última fecha del Campeonato de Primera División 2022. En el año 2019 dirigió su primer encuentro en el Primera B.

## Estadísticas
| Competición                              | Organizador | Años    | PD  | Amonestado | Prom. | Expulsado | Prom. |
| ---------------------------------------- | ----------- | ------- | --- | ---------- | ----- | --------- | ----- |
| Primera División de Argentina            | AFA         | 2022–   | 16  | 88         | 5,5   | 4         | 0,25  |
| Copa de la Liga Profesional              | AFA         | 2023–   | 9   | 44         | 4,89  | 0         | 0     |
| Primera B Nacional                       | AFA         | 2021–   | 65  | 371        | 5,70  | 26        | 0,4   |
| Primera B                                | AFA         | 2019–   | 42  | 170        | 4,04  | 14        | 0,33  |
| Copa Argentina                           | AFA         | 2023–   | 2   | 11         | 5,5   | 1         | 0,5   |
| Totales                                  | Totales     | Totales | 134 | 684        | 5,10  | 45        | 0,33  |
| Datos actualizados al 2 de enero de 2025 |             |         |     |            |       |           |       |

Fuente: livefutbol.com